# 袁懋謙
袁懋謙（1568年8月31日—1608年），字吉卿，號虎溪，江西南昌府豐城縣袁渡镇袁坊村人，軍籍，明朝政治人物。

## 生平
萬曆十三年（1585年）乙酉科江西鄉試第六名舉人，二十九年（1601年）中式辛丑科會試第二百七十三名，二甲第十名進士。選庶吉士，以才名招同館人妒忌，明神宗命賦牡丹，同館人成三十韻，袁懋謙立成四十韻，終為同館人排擠，三十三年（1605年）十二月授兵科給事中。三十一年（1603年）妖書事起後，中外危疑，袁懋謙言主上仁慈，東宮純孝，奸人捏造，不足仰犯天威，久之，事將自息，明神宗准其奏，即日諭閣臣從袁懋謙疏，遂慈孝如故。三十四年（1606年）奉命冊封益藩，三十五年（1607年）京師霪雨，廬舍毀壞，民多漂沒，詔發帑十萬賑之，袁懋謙請再發太倉州二十萬平糴。三十六年（1608年）巡視十庫，同年卒於官。

## 著作
著有《虎溪詩集》，與孫鐦詩集並行於世。

## 家族
曾祖袁城，正德十六年進士，衢州府知府；祖父袁伯聰，鴻臚寺序班；父袁國寧，嘉靖四十四年進士，承天府知府。母徐氏（封安人）。永感下。妻葉氏；繼妻陶氏。弟袁懋誠。